# 鍵盤楽器公正取引協議会
鍵盤楽器公正取引協議会（けんばんがっきこうせいとりひききょうぎかい）とは、消費者庁長官及び公正取引委員会の認定を受けた「ピアノの表示に関する公正競争規約」及び「電子鍵盤楽器の表示に関する公正競争規約」の運用機関として設立された業界の自主規制のための団体。

## 概要
- 所在地 ：東京都千代田区外神田2-18-21　楽器会館ビル3F
- 設立 ：1984年11月13日
- 会長：山口静一
- 会員：楽器製造協会の傘下会員(製造業者)及び店舗を有する販売業者

## 事業内容
- 公正競争規約の周知徹底及び指導
- 公正競争規約に関する会員、消費者からの相談、苦情処理
- 公正競争規約の遵守状況の調査及び違反に対する是正・指導
- 公正競争規約の広報活動
- 景品表示法及び公正取引に関する法令の普及、啓発